# Sons of System
Sons of System – czwarty album francusko-duńskiej grupy metalowej Mnemic. 

## Lista utworów
1. "Sons of the System" - 5:35
2. "Diesel Uterus" - 4:31
3. "Mnightmare" - 4:55
4. "The Erasing" - 4:07
5. "Climbing Towards Stars" - 4:41
6. "March of the Tripods" - 6:53
7. "Fate" - 3:35
8. "Hero(in)" - 5:15
9. "Elongated Sporadic Bursts" - 3:51
10. "Within" - 4:45
11. "Orbiting" - 4:42

## Wykonawcy
- Guillaume Bideau – wokal
- Mircea Gabriel Eftemie – gitara, instrumenty klawiszowe
- Rune Stigart – gitara
- Tomas Koefoed – gitara basowa
- Brian Rasmussen – perkusja